# Den lilla djävulen
Den lilla djävulen (originaltitel: Il piccolo diavolo) är en italiensk komedifilm från 1988 i regi av Roberto Benigni.

## Rollista i urval
- Walter Matthau – Pappa Maurice
- Roberto Benigni – Giuditta, den lilla djävulen
- Stefania Sandrelli – Patrizia
- Nicoletta Braschi – Nina
- John Lurie – Cusatelli
- Paolo Baroni – Saverio
- Franco Fabrizi – Prete
- Annabella Schiavone – Giuditta, kvinnan